# Traditions des antiennes « Ô » de l'Avent
 (décembre 2016).

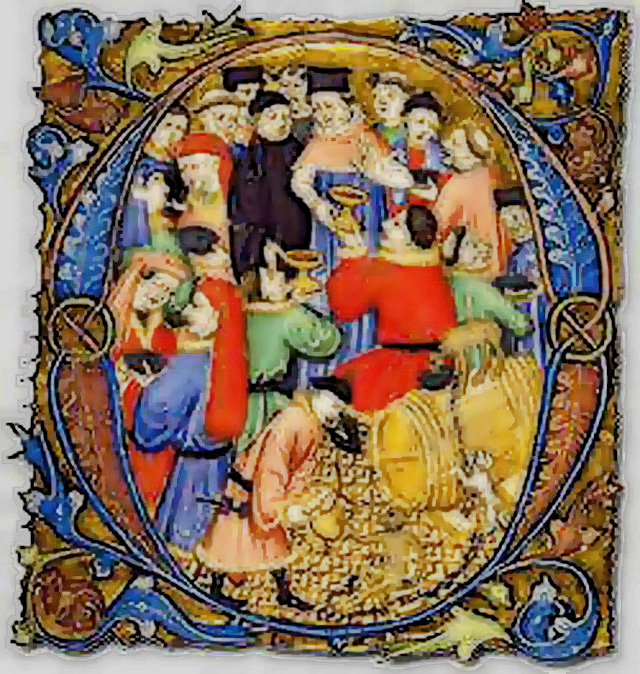
Enluminure O.

Les Grandes antiennes « Ô » de l'Avent étaient l'occasion de réjouissances de fin de jeûne de l'Avent, avant même la fête de Noël, dans les églises comme dans les monastères. On offrait des comestibles, des friandises ou des cadeaux comme dans les distributions appelées des « stations » jusqu'à la fin du Moyen Âge. Ces distributions d'aliments, en nature, puis en argent, avaient lieu jusqu'à deux fois par jour à Paris durant la période des « oleries »,.

## Traditionsanciennes[Quand?]

### Fin du Carême de l'Avent
| Liturgie catholique             | Date | Ordinaire des repas               | Surnom populaire |
| ------------------------------- | --- | --------------------------------- | ---------------- |
| Antiennes Ô de l'Avent (Vêpres) | De sept à neuf, ou douze jours, depuis la sainte Barbara (4 décembre), la Saint Nicolas (six décembre) ou encore la Sainte Lucie (12 décembre) : généralement, du 17 décembre jusqu'au 23 décembre | Collation (vin, pitance), gâteaux | « OO »           |

### Définition decollation
Informations lexicographiques et étymologiques de « collation » (sens B) dans le Trésor de la langue française informatisé, sur le site du Centre national de ressources textuelles et lexicales.

La collatio ou biberes (du latin bibo, « boire ») était le petit repas pris avant les vêpres. Cette « collation » est le nom du repas monastique pris durant les jeûnes et les carêmes : d'après Louis de Thomassin, ce nom vient qu'au réfectoire après avoir bu et juste avant Complies, les moines lisaient selon le conseil de saint Benoît, les « Conférences » de Jean Cassien appelées également « Collations ». Le terme collatio n'apparaît qu'après le XIIe siècle. Ce fut vraisemblablement dans le chapitre général des abbés et des moines en 817 tenu à Aix-la-Chapelle par les ordres de l'empereur Louis le Débonnaire, que fut faite cette extension de la liberté de boire aux jours de jeûne après la réfection du soir, avant Complies, c'est-à-dire exactement l'époque à laquelle apparaissent les antiennes Ô : l'an 800 symbolisé par un oméga, Ω. L'Avent s'appelait alors également « Jeûne de Noël» « Carême de Noël» ou « Carême de l'Avent » ou encore « Carême de saint Philippe (apôtre) », « Carême de Moïse » en Arménie, il était destiné à purifier l'âme avant la Fête de la Nativité et durait quarante jours comme le rapporte le témoignages le plus ancien de son existence, celui d'Anastase le Sinaïte. Il était aussi sévère que le Grand Carême chez certains religieux, les Bénédictins et les Prémontrés se contentaient de trois onces de pain et quelques verres de vin. En plusieurs endroits, monastères et chapitres, ces antiennes ne se chantaient pas à l'église, mais à la salle capitulaire ou au réfectoire, où l'on se rendait solennellement à l'issue des Vêpres. Le nom de «carême de l'Aven » autrefois appelé dans toute l'Europe chrétienne, « petit carême », ou « carême de Saint-Martin», parce qu'à partir de la fête saint Martin, le 11 novembre, il fallait plus de jeûne jusqu'à la Nativité, trois jeûnes par semaine, institué par l'évêque Perpet de Tours : puis, le Concile de Tours en 567 ordonne de jeûner tous les jours de décembre, sans exception, mais le Concile de Mâcon en 581 diminue le temps du Carême en décembre, pour en excepter les dimanches, et ce temps au fil des siècles, diminua encore. Il durait donc primitivement quarante jours, six semaines précises, temps d 'épreuve, surtout dans les monastères où se pratiquaient des saignées, minutiones ou diminutiones, dont la dernière se faisait justement, juste avant le début de ce Carême, et les deux choses affaiblissaient beaucoup les moines. On mangeait donc une oie à la Saint-Martin, saint lié au vin « (Bacchus) » : ces réjouissances cessaient avec le Carême jeûne de quarante jours : réduit de six à cinq semaines, puis à quatre, d'où les « quatre » dimanches de l'Avent, dans les missels mozarabes, en Espagne, Dominice ante Adventum (mot alors synonyme de Noël, Nativité, Nativitas, Natalis, et qui signifiait « venue du Seigneur » : Adventus Domini) et aussi, lors des « antiennes Ô », peut-être pour remettre en forme et revigorer les fidèles affaiblis, avant Noël : durant la collation, terme réservé aux jours de jeûne, on buvait du vin en l'honneur de la venue du Sauveur, et naissance de Jésus-Christ. 
Les Antiennes Ô étaient donc l'occasion d'une collation plus solennelle. La première des antiennes O de l'avent était « O Sapientia » : La sagesse a bâti sa maison, Elle a taillé ses sept colonnes. Elle a égorgé ses victimes, mêlé son vin, Et dressé sa table (Livre des Proverbes, 9:1-6). Lors des antiennes Ô, on donnait donc surtout à boire aux moines, du bon vin, un triple coup de vin, blanc, rouge ou rosé, un pichet, un pot, un gallon de vin, ou dans une coupe. Cela se retrouvait dans toutes les abbayes en France et en Angleterre : on montait parfois le boire chez le prieur.

### Pitance ou collation «Ô»

#### Pitance
À l'occasion de l'époque où elles se chantaient, on faisait dans les couvents et les monastères, de la même manière que dans les villes et les églises, des distributions extraordinaires de vin notamment, de pâtisseries, de dragées et d'épices auxquelles on donnait le nom d'Ô. On l'appelait pitance ou pitancia. Ce qui distribuait les pitances s'appelait donc pitancialius tandis que l'office de « Ô » avec les pitances était pitanceria. 
Ainsi donc dans les monastères chaque moine chargé de responsabilités entonnait une antienne différente, par exemple dans l'abbaye de Saint-Magloire à chacune des OO de O Sapientia et O Clavis David  la première et la quatrième des antiennes de l'Avent chantées respectivement, selon le rituel de Paris, les 12 et 18 décembre ainsi que l'O de  O Virgo Virginum, l'abbaye devra, « bonne pitance et bon vin ». À chaque endroit correspondait une coutume ce qui créait une originalité pour chaque lieu de culte.

#### Manière des distributions
« Dans les monastères voici de longues années, les différents moines offraient des gâteries supplémentaires durant ces jours précédant l'anniversaire du Christ. Le jardinier donnait à la communauté certains de ses plus beaux fruits séchés ou en conserve, le 19 décembre, après avoir invoqué le Christ: « Ô rejeton d'Israël, viens nous délivrer et tarde pas. » Le cellérier sortait ses clefs pour offrir son meilleur vin, après avoir entonné : «  Ô Clef de David, venez, venez, venez nous sauver ». Enfin, le 23 décembre, l'abbé donnait un cadeau supplémentaire à ses frères. Les comptes des dépenses des abbayes révèlent une liste d'aliments consommés spécialement le jour de l' Ô de l'abbé » (Florence Berger). Ces distributions de friandises, de confitures, étaient effectuées dans les abbayes au nom du prieur (« O du prieur », O prioris) ou de toute personne ayant entonné l'Ô (O du sous-prieur, O du segretain, O du jardinier etc.) ou de toute personne ayant entonné l'Ô ou dans les églises et tout le peuple accourait : chaque religieux était tenu de faire une « petite fête » pour ses confrères, le jour où il entonnait l'O, à ses frais. En 1649 on trouve mention de cent livres dépensées pour l'Ô de Mgr Henri de Bourbon-Verneuil, évêque de Metz. On distribuait durant les « Grandes Ô » un petit gâteau avec du vin, on donnait double ration au doyen et cela s'appelait « manger les Ô » comme on disait « aller à l'Ô », « sonner l'Ô », « entonner l'Ô ». Le nom des pâtisseries diffère selon les régions : flans, tourte, craquelin normands et échaudés, , gaufres, nieulles, oublies, gâches, garots, dragée] (petits fours). Les pâtisseries choisies devaient rappeler le pain (craquelin, garot, tourte), le sucre était utilisé avec la confiture (électuaires) en pharmacie : le tout devait réconforter, sans inciter à la gourmandise , un péché capital (« gula ») pour ne pas scandaliser, comme on le rappela dans la ville de Bordeaux : un ancien concile de Constantinople du VIIe siècle défendait même la distribution de gâteaux à Noël. On distribuait donc un dessert, « du vin et des épices », c'est-à-dire, une collation accompagnée de confitures, le mot épices ayant à l'époque, le sens de des « dragées », de petits fours.

#### Quelques villes de France
- À Rennes : dans un cérémonial de l'église de Rennes du XVe siècle il est précisé que « celui qui doit l'O leur doit bailler des bons et grans vins, puis en après bonnes et fines confeflures (confitures), bonnes et fines dragées, neilles, gaufres et pain et puis après le bon vin. »[12] « On compte huit Ooz à Rennes, autant à Dol, à Saint-Brieuc, à Redon où ils s'accompagnent de distribution de vin, de dragées (petits fours) ou d'autres friandises. »[13]

#### En Angleterre
- En Angleterre, cette tradition est également suivie dans les cathédrales à Westminster par exemple comme dans les monastères et abbayes et, on a gardé mémoire de collation de vin et d'ale, de figues et de raisin, offerte par un maître des novices. De nombreux ouvrages sur le jardinage en Angleterre font mémoire de l ' « O du Jardinier », qui à Westminster quittait à la hâte ses bottes et sa cape pour venir entonner son Ô.

### Les comptes des abbayes
lles avaient lieu dans toute la France et les archives des comptes des monastères, abbayes, églises cathédrales et des chapitres en ont tous gardé quelques traces. D'une part elles étaient rétribuées par un pourboire donné à celui qui entonnait l'antienne, d'autre part faisait aussi l'objet de distribution d'argent plutôt que de vin après le XVIe siècle, d'où peut être le mécontentement de Rabelais.
En Collégiale Saint-Hilaire-le-Grand de Poitiers, « les écoliers avaient, ces quelques repas ou distributions particulières appelés les OO de Noël. Le cellérier devait en faire trois sur les redevances du chantre, du sous-chantre et du maître-école. En 1625, ces O furent payés par le receveur à raison de 7 livres 10 sous pour chaque dignitaire, 4 livres pour le premier grand hebdomadier, 3 livres pour les chanoines, et 30 sous pour les petits hebdomadiers. Les officiers du bas chœur et les coûtres devaient en profiter » À Poissy, deux livres ou 30 sols pour les dignitaires, et chanoines qui assistaient à la cérémonie, le 11 décembre 1686. À la Notre-Dame de Paris : Les distributions dites antiennes,  antiphonœ, sont rapportées dans le Cartulaire de Notre-Dame, à la suite des stations; elles avaient lieu deux fois par jour pendant les neuf jours avant Noël, et tiraient leur nom des antiennes appelées O, qui se chantent dans le même temps. Elles étaient au nombre de dix-huit, et faites en argent, avec addition, au moins dans certains cas, de pain et de vin. Deux, savoir la première et la dernière, étaient à la charge de l'évêque, et les seize autres à la charge du doyen du chapitre, de l'Hôtel-Dieu, des douze prévôts et des prébendiers d'Épône et de L'Hay et Chevilly.Elles étaient financées par des bienfaiteurs, ou par les redevances des chapitres. Un exemple de distributions en argent: Le chapitre de Notre-Dame avait près de lui, pour son service et pour l'exercice de sa juridiction ou de son autorité, un certain nombre de sergents divisés en deux classes : les grands sergents ou les sergents ordinaires, mentionnés au nombre de onze, dans un titre du « Livre des Serments », et les petits sergents, minores servientes, qui recevaient un denier chacun à chacune des neuf antiennes de Noël, en sus de ce qu'ils recevaient aux stations. Le chanoine des stations était préposé aux comptes, deux antiennes étaient offertes par l'évêque et les autres par le doyen et les prévôts,

## Manières de «Ô»

### «Sonner l'Ô»
Dans certaines abbayes, aujourd'hui encore ces antiennes O sont entonnées par l'abbesse ou l'abbé puis chantées « extra stallum » (« Hors des stalles », ce qui donne une certaine solennité) par tous. Dans les cathédrales et abbatiales existait également la coutume de sonner la cloche du monastère pendant qu'on les chantait. À Paris, en Flandres, partout, on sonnait autrefois la cloche pendant le Magnificat de l'O comme signal pour ceux qui voulaient y assister et de nos jours à Notre-Dame de Paris, retentit le plenum nord.

### «Triompher l'Ô»
Surtout en France, l'exécution de ces antiennes était amplifiée en façon particulièrement solennelle. La plupart des bréviaires de Paris précisaient que l'on les exécutaient, d'abord, avant le Magnificat, ensuite avant Gloria Patri enfin après Sicut erat ; autrement avant et après Gloria Patri puis après Sicut erat. Avec un jeu de mots (tri : trois), « On triomphait les grandes Antiennes Ô, », écrivit Jean-Baptiste Le Brun des Marettes, dans son livre Voyages liturgiques de France (1718), « c'est-à-dire, qu'on les répétait après chaque Verset de Magnificat, comme à Lyon, et comme on fait encore à Rouen trois fois au Magnificat et au Benedictus, des Fêtes triples ou solennelles. »,.
L'origine de la répétition est plus ancienne. D'après l'étude du cardinal Giuseppe Maria Tomasi († 1713), un manuscrit du XIe siècle présente par rubrique que l'antienne Ô devait être répétée sept fois, plus précisément cinq fois pour les derniers versets du Benedictus, deux fois pour le Gloria Patri. Cette pratique s'appelait Antiphonare.

### «Faire l'Ô»
Il existait, de plus, la tradition qui faisait en entier et successivement les antiennes Ô, à partir de O Sapientia jusqu'à O Virgo Virginum. Des distributions étaient  :
| abbaye de Fleury | cathédrale de Rouen (1686) | antienne                                                                                             |
| --- | --- | --- |
| abbé prieur hortolanus (jardinier) caviste trésorier præpositus (prévôt) armarius (bibliothécaire) maître de l'œuvre et chevecier | chancelier de Rouen doyen de Rouen chantre trésorier archidiacre de Vexin grand archidiacre de Rouen chanoine archevêque de Rouen | Ô Sapientia Ô Adonai Ô Radix Jesse Ô Clavis David Ô Oriens Ô Rex Gentium Ô Emmanuel Ô Virgo Virginum |

À l'abbaye de Saint-Benoît-sur-Loire, chaque moine chargé chantait entièrement une antienne alors qu'à Rouen, chacun dans cette liste en entonnait simplement.   
Une pratique semblable se trouve dans le Cérémonial de l'Église d'Angers :
| cathédrale d'Angers (1731) | antienne                                                                                          |
| --- | ------------------------------------------------------------------------------------------------- |
| maître d'école (chancelier) archidiacre d'Outre-Maine archidiacre d'Outre-Loire trésorier chantre grand archidiacre d'Angers doyen évêque d'Angers | Ô Sapientia Ô Adonai Ô Radix Jesse Ô Clavis David Ô Oriens Ô Rex Gentium Ô Emmanuel Ô Bone Pastor |

Certaines attributions peuvent être expliquées par fonctions et textes. La première antienne était souvent chargée à la maître d'école, en raison du mot Sapientia. Ce qui exécutait Ô Adnai était en général ce qui faisait protéger la loi ou le canon. À Saint-Benoît-sur-Loire, le jardinier (hortolanus) était chargé de chanter Ô Radix Jesse par le terme qui signifie racine. Il est encore raisonnable que le trésorier ou caviste qui gardait la clé chantât littérairement Ô Clavis David. La pratique était très appliquée.

## Nouvelle tradition
Au XXe siècle, la communauté de Taizé, instituée dans l'optique d'établir une nouvelle liturgie chrétienne, adopta la tradition de sept antiennes. Au lieu des mélodies grégoriennes, Jacques Berthier composa en 1984 une mélodie contemporaine, qui est surtout adaptée aux jeunes.  

### Référence bibliographique
- Everard Green, On the words " O SAPIENTIA " in the Kalender, dans l’Archaeologia, or, Miscellaneous Tracts relating to Antiquity, tome XLIX, Society of Antiquaries of London, 1885 [lire en ligne]

1. ↑  p. 233 - 234 (textes originelles en latin)
2. ↑  p. 233
3. ↑  p. 229 - 230
4. 1 2  p. 230
5. 1 2 3 4  p. 231